# LP Underground X: Demos
LP Undergrond X: Demos is een ep die op 11 november werd uitgebracht door Linkin Park. De cd is een onderdeel van een pakket aan artikelen dat de leden van de Linkin Park Underground krijgen na vernieuwing van de jaarlijkse termijn. In dit jaar werd de fanclub echter op de schop genomen met een standaardpakket en moest de cd apart aangeschaft worden. Het is de tiende editie.

## Release
Na de release van het vierde studioalbum A Thousand Suns werd de vernieuwing van de fanclub bekendgemaakt. Shinoda meldde in een interview dat de bijbehorende ep vol met demo's zou staan, net als in de vorige editie, maar dan beter. De eerste fysieke cd's waren te koop tijdens de LPUX Summit, een bijeenkomst van leden van de LPUX die een dag door mochten brengen met de leden van de band. De dag erna was de cd voor LPUX-leden te bestellen via het internet.

## Nummers
Unfortunate, Oh No, Pale, Divided, Coal en Halo zijn allen instrumentale nummers. What We Don't Know is een rocknummer met alleen Chester Bennington op de vocalen, net als op Pretend to Be alleen bevat deze ook "Oh Oh"-geluiden van Mike Shinoda op de brug. What I've Done (M. Shinoda Remix) is een licht veranderde What I've Done (Distorted Remix), dat op de toureditie van Minutes to Midnight staat.

## Tracklist
Alle muziek en teksten zijn geschreven door Linkin Park. 
| Nr. | Titel                               | Duur  |
| --- | ----------------------------------- | ----- |
| 1.  | Unfortunate (2002)                  | 02:07 |
| 2.  | What We Don't Know (2007)           | 03:39 |
| 3.  | Oh No (Points of Authority Demo)    | 03:06 |
| 4.  | Pale (2006)                         | 05:01 |
| 5.  | Pretend to Be                       | 03:56 |
| 6.  | Divided (2005)                      | 03:40 |
| 7.  | What I've Done (Mike Shinoda Remix) | 03:40 |
| 8.  | Coal (1997)                         | 03:39 |
| 9.  | Halo (2002)                         | 03:42 |

Emily Armstrong · Chester Bennington · Rob Bourdon · Colin Brittain · Brad Delson 
Dave Farrell · Joe Hahn · Scott Koziol · Mike Shinoda · Mark Wakefield